# Pies Fundacions
Les Pies Fundacions és un sector de territori del Baix Segura i del Baix Vinalopó situat entre Crevillent, Elx, Guardamar del Segura, Rojals, Formentera del Segura, Granja de Rocamora, Almoradí, Catral i Albatera.
D'unes 5.500 ha, inicialment d'aiguamolls, van ser dessecat i colonitzat a partir del 1715 pel bisbe de Cartagena Lluís Belluga (conegut com el cardenal Belluga) per tal d'obtenir ingressos per a unes projectades fundacions pies de Múrcia i de Motril, consistents en cases de maternitat, d'orfes i de joves extraviades, seminaris i escoles.
Per aquesta finalitat el 1715 va cedir la ciutat d'Oriola 25 000 tafulles del seu terme, el 1720 la vila de Guardamar 13 000 tafulles del seu terme, i el 1725 Felip V les 222 ha (2 000 tafulles) que constituïren La Majada Vieja (Dolores). El 1729 els possibles beneficis foren cedits a la diòcesi de Cartagena.
Els colons, que procedien en gran part de Múrcia, formaren diverses caseries i les tres poblacions a Dolores, que n'era el centre, Sant Fulgenci situat a l'est i Sant Felip Neri situat a l'oest, declarades viles el 1732, tot i que la darrera població acabaria sent el 1884 una pedania de Crevillent.